# Dziewczyna w różowej sukience
Dziewczyna w różowej sukience (ang. Pretty in Pink) – amerykańska komedia romantyczna z 1986 roku, wyreżyserowana przez Howarda Deutcha. Scenariusz napisany przez Johna Hughesa. Film wyprodukowany przez Paramount Pictures.
Premiera filmu miała miejsce 28 lutego 1986 roku w Stanach Zjednoczonych.

## Fabuła
Film opowiada o historii miłości dwójki nastolatków, wywodzących się z różnych klas społecznych – niezamożnej, choć wyglądającej zawsze modnie Andie (Molly Ringwald) oraz jednego z najbogatszych chłopaków w szkole, Blane’a (Andrew McCarthy). Obydwoje w walce o ocalenie swojego uczucia muszą się przeciwstawić presji rówieśników.

## Obsada
- Molly Ringwald jako Andie Walsh
- Harry Dean Stanton jako Jack Walsh, ojciec Andie
- Jon Cryer jako Philip F. „Duckie” Dale
- Annie Potts jako Iona
- James Spader jako Steff McKee
- Andrew McCarthy jako Blane McDonough
- Kate Vernon jako Benny Hanson
- Kristy Swanson jako Duckette
- Alexa Kenin jako Jenna
- Dweezil Zappa jako Simon
- Gina Gershon jako Trombley

i inni